# Chandpur
Chandpur (Bengalisch: চাঁদপুর, Cā̃dapur) ist eine Stadt im südöstlichen Bangladesch am Ufer des Flusses Meghna, nahe seiner Vereinigung mit dem Fluss Padma. In der mehr als 100.000 Einwohner zählenden Stadt befindet sich der Sitz der Verwaltung des gleichnamigen Distrikts. Die Stadt besteht aus 15 Wards (Bezirken) und erstreckt sich über eine Fläche von 7,77 km².
Seit 1897 hat die Stadt einen eigenen Stadtrat. In der ersten Hälfte des 20. Jahrhunderts gründeten mehrere indische und europäische Unternehmen in Kumilla Fabriken zur Verarbeitung von Jute. Infolge der Teilung zur Unabhängigkeit des Subkontinentes 1947 wurden die meisten dieser Fabriken geschlossen.
Gleichwohl blieb der Hafen ein bedeutender Umschlagplatz für Jute und Getreide. Weiterhin wird der Hafen bis heute als Handelsplatz für Schiffsreparaturen, zur Salz-Raffinerie, zur Herstellung von Fischernetzen und zur Produktion von Ölen genutzt.
Teile der Stadt werden immer stärker von Erosionen durch die Meghna in Mitleidenschaft gezogen. Die Regierung Bangladeschs hat seit 1973 zum Ausbau der Dämme bereits über 350 Millionen Taka bereitgestellt.